# Olympische Winterspiele 1998/Teilnehmer (Mazedonien)
| Gelbes Symbol für Goldmedaillen mit stilisierten Olympischen Ringen | Graues Symbol für Silbermedaillen mit stilisierten Olympischen Ringen | Braundes Symbol für Bronzemedaillen mit stilisierten Olympischen Ringen |
| ------------------------------------------------------------------- | --------------------------------------------------------------------- | ----------------------------------------------------------------------- |
| —                                                                   | —                                                                     | —                                                                       |

Mazedonien nahm an den Olympischen Winterspielen 1998 in Nagano mit drei Athleten teil. Es war die erste Teilnahme des Landes bei Winterspielen.

## Teilnehmer nach Sportarten

### Ski Alpin
- Jana Nikolovska
Riesenslalom, Frauen: 33. Platz
- Aleksandar Stojanovski
Riesenslalom, Männer: 36. Platz

### Ski Nordisch
- Gjoko Dineski
Langlauf Männer, 10 km klassisch: 91. Platz
Langlauf Männer, 15 km Verfolgungsrennen: dnf